# 原田徳子
原田 徳子（はらだ のりこ、1970年1月8日 - ）は日本の歌手、タレントである。かつての女性グループ 『C.C.ガールズ』のメンバーとしても知られる。現在はソロ歌手として精力的に活動を行っており、2015年2月にはソロライブで新曲3曲を含めた22曲を熱唱しメディアを賑わした。同年3月には初めて公式ファンクラブも開始された。

## 人物
1970年（昭和45年）生まれ。石川県七尾市出身。県立七尾商業高校卒業。実家は家具店。弟がいる。

### 経歴
1990年（平成2年）、藤原理恵、青田典子、藤森夕子らとともにC.C.ガールズ名義で「日本美人大賞」に出場、準グランプリを獲得した。なお、当時は「原田徳子」名義。自称「C.C.ガールズのアイドル担当」。
1995年から1996年にかけての同グループのメンバー交替で卒業。その後、「原田のり子」名義でVシネマを中心とした女優活動を主体にソロ活動を行った。1999年、結婚と前後して芸能界を一時引退したが、2009年（平成21年）から歌手「原田徳子」として芸能活動を再開している。
2010年にはソロデビューして初のアルバム「Harada Noriko 1st」をオクテットレコードからリリースしている。
2014年、2ndミニアルバム「IDENTITY〜あきらめない奴にはかなわない〜」をリリース。
2015年には、4月29日にニューアルバム「NORINORI WORLD」をリリースした。

### 私生活
一時は同郷のプロ野球選手、松井秀喜との交際が噂されたこともある。1999年（平成11年）5月実業家の男性と結婚も、後に離婚。

## 作品
自身のアルバムの副題にもなっている「あきらめないやつにはかなわない」という言葉と共に、同世代の男女へ送る応援歌として楽曲を出している。
2015年からは「NORINORI WORLD」題してオリジナル曲のロック、J-POPを中心にライブ活動を活発に行っている。
2015年4月に発売したCDもタイトルをライブと同名の「NORINORI WORLD」とし発売。この頃に、原田徳子の音楽観が出来上がったと云われている。
ライブには今 剛、是永巧一などの日本屈指のギタリストや、エルトン永田、鈴木明夫など実力派をそろえ、音作りも高級志向である。

### CD Album
| 枚  | 発売日         | タイトル                                 | 規格品番  | 収録内容 |
| --- | -------------- | ---------------------------------------- | --------- | --- |
| 1st | 2010年12月15日 | Harada Noriko 1st                        | YZOC-5013 | 1：IDENTITY 2：楽園ing 3：Hold on me（小比類巻かほるのカヴァー） 4：哀しき街（オフコースのカヴァー） 5：桜色 6：負けてなんかいられない 7：逢いたい気持ち |
| 2nd | 2014年8月27日  | IDENTITY〜あきらめない奴にはかなわない〜 | YZOC-5026 | 1：IDENTITY 2：真っ赤な太陽（美空ひばりのカヴァー） 3：楽園ing 4：逢いたい気持ち 5：IDENTITY（カラオケ） 6：真っ赤な太陽（カラオケ）                     |
| 3rd | 2015年4月29日  | NORINORI WORLD                           | YZOC-5027 | 1：WaWaWa 2：Words of Mind 3：Wild Games 4：SAKURA IRO 5：密林のDANCE                                                                                    |

### CD Single
| 枚  | 発売日        | タイトル           |
| --- | ------------- | ------------------ |
| 1st | 2018年2月14日 | おちゃめなたくらみ |
| 2nd | 2018年3月14日 | 仮面の指輪         |
| 3rd | 2018年3月14日 | Goodbye Mr. Blues  |

## テレビ番組
- トップミュージックEX（NHK BS2、1996年）

### Vシネマ
- 攻略王 確変突入!エクスタシー打法（1999年、徳間ジャパンコミュニケーションズ）
- 新・バブルと寝た女（1999年、ギャガ・コミュニケーションズ）主演：小松みゆき
- 新・第三の極道 -弔いの銃弾-（1999年、GPミュージアム）主演：中条きよし

## 出版
C.C.ガールズ名義分については同項目を参照のこと。

### 写真集
- ヤングマガジン特別編集 C.C.ガールズ VOL.3「上海人形」（1993年9月、講談社）ISBN 4063254062 撮影：野村誠一
- True color（1998年12月、ぶんか社）ISBN 4821122456 撮影：落合遼一

### ビデオ
- Red（1993年11月、ポニーキャニオン）